# Spektrum
Spektrum é um canal de televisão por assinatura húngaro, especializado em documentários, operado pela AMC Networks International Central and Northern Europe.

## História
Lançado em 1º de fevereiro de 1995 pelo HBO Hungary Programming Group, o canal teve como objetivo inicial promover a disseminação de conhecimento de alta qualidade. Inicialmente, operava com uma programação diária de quatro horas, entre 18h e 22h, dividida em quatro blocos temáticos: Zöld Zóna (natureza), Radar (ciência e tecnologia), Atlasz (viagens e aventuras) e Időgép (história). Com o tempo, o canal foi ampliando sua grade de programação, passando a exibir conteúdos por até 10 horas diárias e, em 1997, a ser transmitido via satélite, o que melhorou a qualidade de imagem e som.
Nos anos seguintes, o Spektrum expandiu ainda mais sua programação, adicionando novos blocos como Életmód (estilo de vida) e Arzenál (militarismo), além de incorporar novas produções e estrear conteúdos originais. Ao longo de sua história, o canal passou por diversas mudanças em sua identidade visual e também em seus horários de exibição, além de expandir a sua transmissão para 24 horas por dia.
Em 11 de setembro de 2008, o canal foi adquirido pela Chellomedia Hungary, uma subsidiária da AMC Networks International. Com uma audiência de cerca de 3 milhões de telespectadores diários, o Spektrum se consolidou como uma das principais opções de conteúdo documental na região.